# Хутор № 3
№ 3 — упразднённый хутор в Купинском районе Новосибирской области России. Входил в состав Сибирского сельсовета.

## География
Располагался между железной дорогой и болотом Евсино, на расстоянии, примерно, 5 километров к северо-западу от села Стеклянное.

## История
Упразднён в 1977 году решением Новосибирского облисполкома